# RSN Endurance (L-201)
RSN Endurance (L-201) là một tàu chiến thuộc lớp tàu đổ bộ LST-542 thuộc biên chế Hải quân Singapore. Nhập biên chế 1971 đến 1999 bị loại biên chế.
Tàu được đóng mới cho Hải quân Hoa Kỳ trong Thế chiến II. Với tên gọi USS LST-836, được đặt tên theo các hạt ở Florida, [Mississippi], và Ohio, đây là tàu hải quân duy nhất của Hoa Kỳ mang tên này. Tàu từng tham chiến Chiến tranh thế giới thứ hai (1944-1946), Chiến tranh Triều Tiên (1950-1954) và Chiến tranh Việt Nam (1965-1971) trong thời gian còn trong biên chế Hải quân Hoa Kỳ và đã nhận được một ngôi sao chiến trường cho hoạt động trong Thế chiến II, ba ngôi sao chiến trường cho hoạt động trong Triều Tiên và 11 ngôi sao chiến dịch cho hoạt động tại Việt Nam.

## Phục vụ Hải quân Singapore
Holmes County đã được chuyển giao dưới dạng cho Hải quân Singapore (RSN) mượn vào 1 tháng 7 năm 1971 và được đổi tên thành RSS Endurance (L201). Con tàu đã được bán hoàn toàn cho Singapore vào ngày 5 tháng 12 năm 1975. Endurance, cùng với các tàu LST cũ của Hoa Kỳ phục vụ như một phần của Hải đội 191 của Nhóm 3, với vai trò chính là vận chuyển nhân viên quân đội Singapore đến các cơ sở đào tạo ở nước ngoài và đào tạo học viên. Endurance đã được gắn động cơ diesel MTU trong suốt thời gian phục vụ của tàu với Singapore.
Sau khi nhập biên chế cho dự án mới RSS ''Endurance'' (LS207) vào Hải quân Singapore vào năm 1999, tàu đã được ngừng hoạt động lần cuối cùng trong cùng năm với tàu cùng lớp Excellence (L202, số hiệu cũ LST-629), Intrepid (L203, số hiệu cũ LST-579) và Persistence (L205, số hiệu cũ LST-613). Hiện nay, cả bốn đều được sử dụng như hàng rào phòng thủ nổi cho Căn cứ hải quân Changi.